# Kikuju
Kikuju (Kĩkũyũ, ponekad i Gĩkũyũ) pripadaju Bantu narodima koji naseljavaju Istočnu Afriku. Kikuju je najveća etnička skupina Kenije. Prema podacima iz 2009. godine broje oko 6,623,000 pripadnika što čini oko 23% ukupnog stanovništva Kenije. Bave se poljoprivredom u plodnim središnjim visočjima i predstavljaju jednu od ekonomski najaktivnijih etničkih skupina u Keniji.

## Porijeklo
Iako nisu potpuno sigurni, etnolozi vjeruju kako su Kikuju došli u današnju Keniju iz Zapande Afrike (današnji Kamerun) zajedno s drugim Bantu narodima. Došavši u današnju Tanzaniju, migrirali su pokraj Kilimandžara u Keniju te se konačno naselili oko Mount Kenye dok je ostatak grupe nastavio migrirati prema jugu Afrike (stvorivši današnje Zulue, Shone itd.). U početku su bili lovci-sakupljači, ali za razliku od nilotskih naroda, koji su bili nomadski stočari, počeli su se baviti zemljoradnjom koristeći vrlo plodno vulkansko tlo oko Mt. Kenye i Lanca Aberdare.
Prema narodnoj legendi, osnivač plemena bio je Gikuyu, kojega je bog Ngai postavio na vrh planine i zadužio ga da si izgradi dom. Dao mu je ženu Mumbi s kojom je imao devetero kćeri, od kojih je poteklo devet klanova: Achera, Agachiku, Airimu, Ambui, Angare, Anjiru, Angui, Aithaga, i Aitherandu.

## Povijest
Kikuju su uglavnom bili u dobrim odnosima s Masaima -- svojim susjedima s kojima ih je povezivala intenzivna trgovina. Kolonijalizam je poremetio ovaj odnos. Počevši u 1880-ima, Britanci su se prvo naselili na obalu, a nakon početka izgradnje željeznice prema Jezeru Victoriji i u Kikuyuland - zemlji Kikuyua. Konfsicirali su zemlju od Kĩkũyũ koji su bili svedeni na male rezervate u kojima se nije mogla obrađivati zemlja.

## Anti-kolonijalizam
Kikuju su bili najaktivnija etnička skupina u vrijeme borbe za kenijsku nezavisnost, pa su mnogi članovi Mau-Mau pokreta bili iz njihovih redova. Već 1920-ih je organizirani otpor kolonijalnim vlastima započeo preko Centralnog Kikuyu Udruženja. Nakon Drugog svjetskog rata Kikuju su bili posebno uznemireni pa se stvorio Mau-Mau na čelu s Dedanom Kimathijem. Njega se smatra vođom pokreta koji je porazio kolonijalnu vlast.

## Nakon nezavisnosti
Jomo Kenyatta, prvi predsjednik Kenije, bio je Kikuju. Kikuju je i treći kenijski predsjednik, Mwai Kǐbakǐ, koji je pobijedio na izborima godine 2002. protiv Uhurua Kenyatte (sina prvog predsjednika), koga je podržavao odlazeći predsjednik Daniel Arap Moi.
Poznati kenijski pisac Ngũgĩ wa Thiong'o danas isključivo piše na jeziku Gikuyu i svahiliju.

## Jezik
Kikuju govore Gikuyu, koji je dio velike skupine Bantu jezika.

## Religija
Kikuju religija je monoteistička. Postoji samo jedan bog zvan Ngai, koji živi na vrhu Mount Kenye (zvane još iKǐrǐnyaga - što znači Božje planinsko stanište). Osim Kikujua, Ngaija štuju i Masai i Kamba narod. No, danas je oko 75% Kikujua kršćanske vjeroispovijesti, a manji dio su muslimani.

## Društvena struktura
Mnogi Kikuju su se iselili iz Kikuyulanda u druge dijelove svijeta kroz miješane brakove, poslovne prilike i studije, tražeći bolje uvjete života. Oni koji su ostali u seoskim sredinama nastavljaju se baviti zemljoradnjom. Najzastupljenije poljoprivredne kulture su banane, šećerna trska, jam, grah, proso i kukuruz. Osim zemljoradnjom, bave se i stočarstvom, a najčešće uzgajaju ovce, koze te goveda iz čije kože izrađuju obuću - sandale.

## Vanjske poveznice
- Kayû ka muingi Kameme FM - Uživo
- Muigwithania 2.0 - Prve novine na Gĩkũyũ jeziku - Originalna publikacija zabranjena od strane kolonijalne vlasti oživljena na Internetu 2008. godine  Arhivirana inačica izvorne stranice od 22. svibnja 2013. (Wayback Machine)